# Влошчова
Влошчо̀ва (на полски: Włoszczowa) е град в Южна Полша, Швентокшиско войводство. Административен център е на Влошчовски окръг и на градско-селската Влошчовска община. Заема площ от 30,17 км2.

## География
Градът се намира в историческия регион Малополша. Разположен е в западната част на войводството.

## Население
Населението на града възлиза на 10 096 души (2017 г.). Гъстотата е 335 души/км2.

## История
Първото споменаване на Влошчова е от 1154 година. Градски права селището получава през 1539 година. В периода XVI-XVII век градът е във владение на рода Шафранец.

## Градове партньори
- Илинци, Украйна
- Ле Пасаж, Франция